# Médaille D.-L.-Serventy
La médaille D.L. Serventy est une récompense annuelle décernée par la Royal Australasian Ornithologists Union pour honorer la  publication d'un travail sur les oiseaux de la région australasienne. Son nom commémore Dominic Louis Serventy (1904-1988). Elle a été décernée la première fois en 1991.

## Récipiendaire
- 1991 - Ian Cecil Robert Rowley
- 1992 - John Warham
- 1993 - Hugh Ford
- 1994 - Harry Recher
- 1995 - Allen Keast
- 1996 - Cliff Frith et Dawn Frith
- 1997 - Penny Olsen
- 1998 - Richard Zann
- 1999 - Jiro Kikkawa
- 2000 - non attribuée
- 2001 - John Woinarski
- 2002 - non attribuée
- 2003 - Trevor Worthy et Richard N. Holdaway
- 2004 - Andrew Cockburn
- 2005 - Lesley Brooker et Michael Brooker
- 2006 - Denis A. Saunders
- 2007 - Michael Clarke